# Myristica tenuivenia
Espèce
Myristica tenuivenia est une espèce de plantes de la famille des Myristicaceae.

## Liste des sous-espèces
Selon Catalogue of Life (11 avril 2019) :
- sous-espèce Myristica tenuivenia subsp. lignosa
- sous-espèce Myristica tenuivenia subsp. tenuivenia

## Publication originale
- Blumea 40(2): 335. 1995.